# Amorphophallus
Amorphophallus is een geslacht van circa 170 soorten tropische, knolvormende, kruidachtige planten uit de aronskelkfamilie.

## Voorkomen
Het zijn planten uit het laagland, die groeien van West-Afrika tot op de eilanden in de Grote Oceaan. De meeste soorten zijn daar endemisch. Ze komen niet voor in Amerika, hoewel daar wel een sterk gelijkend, maar niet nauw verwant geslacht voorkomt, Dracontium. Ze verkiezen verstoorde gebieden zoals secundaire bossen.

## Bouw
De soorten hebben een bolvormige wortelstok. Vanuit de top van deze wortelknol ontspringt één blad, dat tot 1 meter lang kan worden. Het blad bestaat uit een verticale bladsteel en een horizontale bladschijf, die uit meerdere kleine deelblaadjes kan bestaan. Het blad houdt het maar één bloeiseizoen uit. De bloemsteel is kort tot lang, afhankelijk van de soort. 
Als het blad volgroeid is, volgt één bloeiwijze. Zoals kenmerkend is voor de aronskelkfamilie, ontwikkelen ook deze soorten een bloeiwijze, die bestaat uit een langwerpig of ovaal schutblad (spatha), die gewoonlijk een bloeikolf (spadix) omgeeft. De bloeikolf kan verschillende kleuren hebben, maar is meestal wit-groen of bruin-paars. Aan de binnenkant bevatten ze randen of wratten, die als vallen voor insecten dienen.
De planten zijn eenhuizig. De bloeikolf bestaat uit kleine bloemen, die geen kroonbladen hebben. Onderaan zitten de vrouwelijke bloemen die uit niet meer dan een vruchtbeginsel bestaan. Daarboven zitten de mannelijke bloemen, die bestaan uit een groepje meeldraden. Aan de top van de kolf zit een blank, steriel gebied. Dit gedeelte, dat de "appendix" wordt genoemd, bestaat uit steriele bloemen met staminodiën.
Als het schutblad zich opent, moet de bestuiving dezelfde dag nog plaatsvinden. De appendix ruikt meestal naar rottend vlees, wat insecten aantrekt. Maar er bestaan ook soorten, die een aangename geur afgeven. Door een aantal ingenieuze insectenvallen, worden de bestuivende insecten opgesloten binnen het schutblad om stuifmeel op de vrouwelijke bloemen te deponeren. De vrouwelijke bloemen blijven één dag open, terwijl de mannelijke bloemen nog steeds gesloten zijn. De volgende dag gaan de mannelijke bloemen open en dan zijn de vrouwelijke bloemen niet meer ontvankelijk voor het stuifmeel. De mannelijke bloemen bedekken de gevangen insecten met stuifmeel. Zodra de insecten ontsnappen, kunnen ze een andere de bloemen van een andere plant bestuiven.
De bestoven bloemen vormen ronde bessen. Deze zijn afhankelijk van de soort wit, wit-geel, oranje, rood of blauw.
Amorphophallus-soorten vormen een waardplant voor de larven van sommige soorten Lepidoptera zoals Palpifer sexnotatus en Palpifer sordida.

## Enkele soorten
Amorphophallus titanum heeft de grootste onvertakte bloeiwijze van alle planten. Deze kan 2,5 m lang en 1,5 m breed worden. Amorphophallus gigas is als plant groter, maar heeft een iets kleinere bloeiwijze.
De wortelknollen van de konjak (Amorphophallus konjac) en de olifantenyam (Amorphophallus paeoniifolius) worden als zetmeelrijke groente gegeten.
Amorphophallus bulbifer is de plant, die in België en Nederland kan worden gehouden.
De naam Amorphophallus komt van de Griekse woorden amorphos en phallos en betekent amorfe (ongevormde) penis.

## Soorten
- A. aberrans
- A. abyssinicus

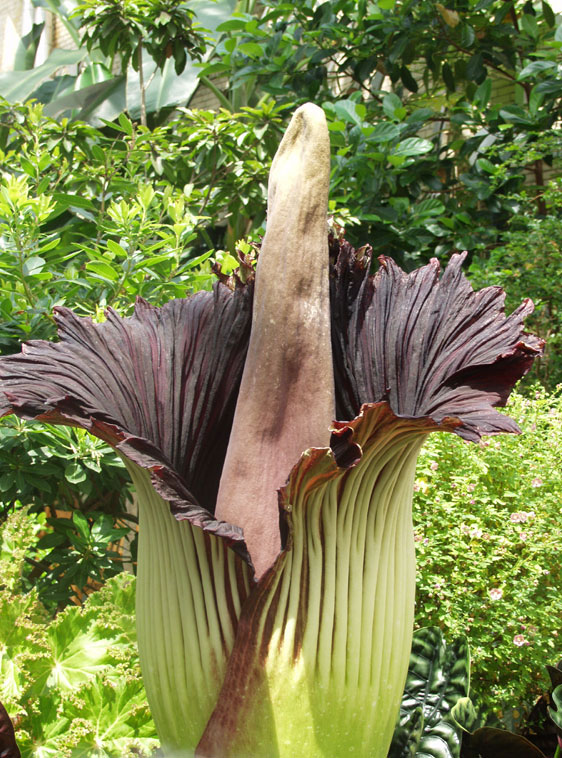
Amorphophallus titanum - close-up

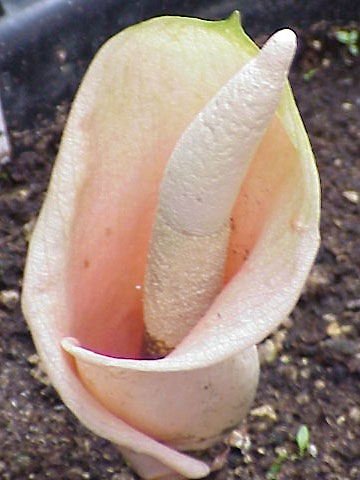
Amorphophallus bulbifer

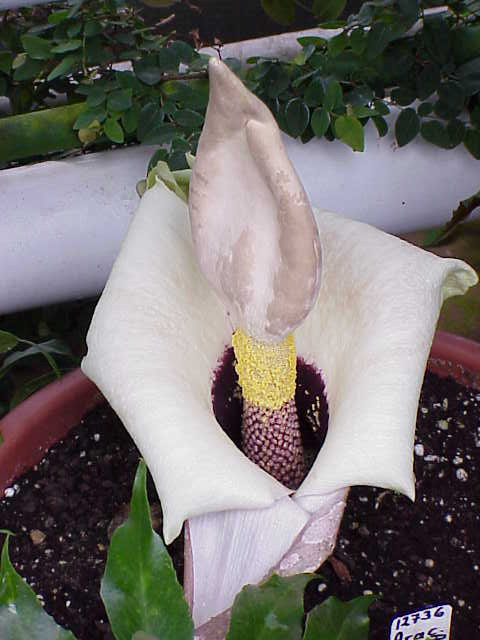
Amorphophallus prainii

  - A. abyssinicus subsp. abyssinicus
  - A. abyssinicus subsp. akeassii
  - A. abyssinicus subsp. unyikae
- A. albispathus
- A. albus
- A. amygdaloides
- A. angolensis
  - A. angolensis subsp. angolensis
  - A. angolensis subsp. maculatus
- A. angulatus
- A. angustispathus
- A. ankarana
- A. annulifer
- A. antsingyensis
- A. aphyllus
- A. asper
- A. asterostigmatus
- A. atrorubens
- A. atroviridis
- A. barthlottii
- A. baumannii
- A. beccarii
- A. becquaertii
- A. bonaccordensis
- A. borneensis
- A. boyceanus
- A. brachyphyllus
- A. brevispathus
- A. bufo
- A. bulbifer
- A. calabaricus
  - A. calabaricus subsp. calabaricus
  - A. calabaricus subsp. mayoi
- A. canaliculatus
- A. carneus
- A. chlorospathus
- A. cicatricifer
- A. cirrifer
- A. coaetaneus
- A. commutatus
- A. consimilis
- A. corrugatus
- A. costatus
- A. coudercii
- A. cruddasianus
- A. curvistylis
- A. dactylifer
- A. declinatus
- A. decus-silvae
- A. discophorus
- A. dracontioides
- A. dunnii
- A. dzuii
- A. eburneus
- A. echinatus
- A. eichleri
- A. elatus
- A. elegans
- A. elliottii
- A. excentricus
- A. forbesii
- A. galbra
- A. gallaensis
- A. gigas
- A. gliruroides
- A. glossophyllus
- A. goetzei
- A. gomboczianus
- A. gracilior
- A. gracilis
- A. haematospadix
- A. harmandii
- A. hayi
- A. henryi
- A. hetterscheidii
- A. hewittii
- A. hildebrandtii
- A. hirsutus
- A. hirtus
- A. hohenackeri
- A. hottae
- A. impressus
- A. incurvatus
- A. infundibuliformis
- A. interruptus
- A. johnsonii
- A. kachinensis
- A. kiusianus
- A. konjac: konjak
- A. konkanensis
- A. koratensis
- A. krausei
- A. lambii
- A. lanuginosus
- A. laoticus
- A. lewallei
- A. linearis
- A. linguiformis
- A. longicornus
- A. longiconnectivus
- A. longispathaceus
- A. longistylus
- A. longituberosus
- A. luzoniensis
- A. lyratus
- A. macrorhizus
- A. manta
- A. margaritifer
- A. margretae
- A. maximus
  - A. maximus subsp. fischeri
  - A. maximus subsp. maximus
- A. maxwellii
- A. mekongensis
- A. merrillii
- A. mildbraedii
- A. minor
- A. mossambicensis
- A. muelleri
- A. mullendersii
- A. mysorensis
- A. nanus
- A. napalensis
- A. napiger
- A. nicolsonianus
- Amorphophallus obovoideus
- Amorphophallus obscurus
- Amorphophallus ochroleucus
- Amorphophallus opertus
- A. paeoniifolius (synoniem: A. campanulatus): Olifantenyam
- A. palawanensis
- A. parvulus
- A. paucisectus
- A. pendulus
- A. perakensis
- A. pilosus
- A. plicatus
- A. polyanthus
- A. prainii
- A. preussii
- A. purpurascens
- A. pusillus
- A. putii
- A. pygmaeus
- A. rhizomatosus
- A. richardsiae
- A. rostratus
- A. rugosus
- A. sagittarius
- A. salmoneus
- A. saraburiensis
- A. saururus
- A. scaber
- A. scutatus
- A. sizemorae
- A. smithsonianus
- A. sparsiflorus
- A. spectabilis
- A. staudtii
- A. stipitatus
- A. stuhlmannii
- A. subsymbiformis
- A. sumawongii
- A. sylvaticus
- A. symonianus
- A. synandrifer
- A. taurostigma
- A. tenuispadix
- A. tenuistylis
- A. teuszii
- A. tinekeae
- A. titanum : (Grootste bloeiwijze ter wereld)
- A. tonkinensis
- A. variabilis
- A. venustus
- A. verticillatus
- A. yuloensis
- A. yunnanensis
- A. zengianus
- A. zenkeri
  - A. zenkeri subsp. mannii
  - A. zenkeri subsp. zenkeri